# Dou dizhu
Dou dizhu (en chino tradicional: 鬥地主, chino simplificado: 斗地主; que significa literalmente: "peleando en contra del terrateniente") es un juego de naipes de descarte y apuestas. Es traducido al español con el nombre de Bazucaso para facilitar su uso.

## Objetivo
Bazucaso se juega entre tres personas con una baraja de cartas, incluidos dos jokers diferentes (ej. rojo y negro). El juego comienza con una corta subasta entre los jugadores para determinar quien de los tres es el "terrateniente" (地主). Aquellos que no ganaron la subasta o que no participaron son el equipo de "campesinos" (农民) que compiten contra el terrateniente. El objetivo del juego es ser el primer jugador en quedarse sin cartas en la mano.

## El Juego
Se revuelve una baraja de 54 cartas y se reparte entre los tres jugadores. A cada jugador se le reparten 17 cartas y, las últimas tres, se colocan sobre la mesa boca abajo.
Todos los jugadores revisan y aprecian sus cartas sin dejárselas ver a los demás jugadores. Luego, los jugadores toman turnos para ofertar por la posición de terrateniente diciéndole a los otros jugadores cuanto esta dispuesto a apostar.
Hay tres tipos de ofertas, 1, 2 o 3 unidades (se define previamente a cuanto dinero o puntos equivale una unidad), siendo 1 unidad la menor oferta y 3 unidades la mayor. Aquel jugador que más confía en sus cartas, suele ser el que más está dispuesto a apostar. Para decidir quien hace la primara oferta por la posición de terrateniente los jugadores pueden crear sus propias reglas (ej. lanzar el número mayor en un dado).
Un jugador puede aceptar la oferta del jugador anterior pasando su turno de ofertar o puede superar la oferta del jugador anterior mientras que el jugador anterior no haya ofertado 3 unidades como su apuesta. El mejor postor toma la posición de terrateniente; los demás jugadores conforman el equipo de campesinos que "pelean" en contra del terrateniente. Las últimas tres cartas que quedaron sobre la mesa se le muestran a todos los jugadores antes de agregarlas al juego del terrateniente.
El terrateniente gana si él o ella se queda sin cartas en la mano. El equipo de campesinos gana si alguno de los campesinos se queda sin cartas en la mano.

## Reglas
Reglas fundamentales y exceptuantes, esenciales para entender el funcionamiento del juego.  
- Las cartas individuales tienen un rango. Joker de color > Joker negro > 2 > A > K > Q > J > 10 > 9 > 8 > 7 > 6 > 5 > 4 > 3. Nótese que el Joker de color es mayor que el Joker negro; y que el 2 es mayor que todas las otras cartas excepto los Jokers.

- El palo (pinta) de las cartas es irrelevante. Los jugadores pueden jugar el juego con el palo borrado del maso.

### El Bazucaso y la Bomba
El Bazucaso y la Bomba son grupos de cartas que funcionan diferente en el juego.
| Categoría especial | Descripción              | Ejemplo                                                              | Nota especial |
| ------------------ | ------------------------ | -------------------------------------------------------------------- | --- |
| Bazucaso           | Par de Jokers            | Joker + Joker                                                        | Le gana a todo lo demás en el juego.                                                                             |
| Bomba              | 4 cartas del mismo rango | 3-3-3-3 (la bomba de menor rango); 2-2-2-2 (la bomba de mayor rango) | Le gana a cualquier otra categoría o carta individual excepto al Bazucaso o a otra Bomba de mayor o igual rango. |

### Categorización de las manos
El juego utiliza el concepto de manos, similar a las manos del póquer, excepto que hay más variedad de manos y no consisten de solo cinco cartas. 
- Enfrentar solamente con la misma Categoría. Un jugador solo puede ganarle a la mano anterior usando una mano dentro de la misma categoría.
- Enfrentar Cadenas solo del mismo largo. Ganarle a la mano anterior usando el mismo número de cartas es obligatorio, solo se puede violar esta regla con un Bazucaso o una Bomba. Por ejemplo, aunque 9-10-J-Q-K y 3-4-5-6-7-8-9 son Cadenas Sencillas, 9-10-J-Q-K no puede ganarle a 3-4-5-6-7-8-9, ni viceversa.
- Enfrentar el rango solo en el caso de las cartas Primas. El rango de la carta Acompañante es irrelevante en el enfrentamiento a menos que una variación del juego con 2 o más barajas se esté jugando.
- Los Jokers y los 2 no son cartas consecutivas. El Joker de  color, el Joker negro y el 2 no pueden usarse en ninguna de las cartas Primas de las Cadenas puesto que no se consideran tradicionalmente como cartas que van secuencialmente después del As. Ejemplos de Cadenas NO permitidas: 2-3-4-5-6, 2-2-2-3-3-3 con A-A-7-7, K-A-2 + Joker negro + Joker rojo.

| Categoría | Categoría           | Categoría | Descripción | Ejemplo                             | Ejemplo                                                   |
| Prima     | Con (+) acompañante | Cadena    | Descripción | Rango más bajo y/o cadena más corta | Rango más alto y/o cadena más larga posible               |
| --------- | ------------------- | --------- | --- | ----------------------------------- | --------------------------------------------------------- |
| Solo      | —                   | —         | Cualquier carta sola | 3                                   | Joker de color                                            |
| Solo      | —                   | Cadena    | ≥ Cinco cartas individuales consecutivas | 3-4-5-6-7                           | 3-4-5-6-7-8-9-10-J-Q-K-A                                  |
| Par       | —                   | —         | Dos cartas iguales del mismo rango | 3-3                                 | 2-2                                                       |
| Par       | —                   | Hermanas  | ≥ Tres pares consecutivos | 3-3-4-4-5-5                         | 5-5-6-6-7-7-8-8-9-9-10-10-J-J-Q-Q-K-K-A-A                 |
| Trío      | —                   | —         | Tres de la misma: Tres cartas individuales del mismo rango | 3-3-3                               | 2-2-2                                                     |
| Avión     | —                   | Cadena    | ≥ Dos tríos consecutivos | 3-3-3-4-4-4                         | 9-9-9-10-10-10-J-J-J-Q-Q-Q-K-K-K-A-A-A                    |
| Trío      | Solo                | —         | Tres cartas del mismo rango con un Solo como el acompañante | 3-3-3 + 4                           | 2-2-2 + Joker de color                                    |
| Trío      | Solo                | Avión     | ≥ Dos tríos consecutivos cada uno llevando un Solo como acompañante | 3-3-3-4-4-4 + 5-6                   | 10-10-10-J-J-J-Q-Q-Q-K-K-K-A-A-A + 7-8-9-2-Joker de color |
| Trío      | Par                 | —         | Full House: Tres tarjetas del mismo rango con un par como acompañante | 3-3-3 + 4-4                         | 2-2-2 + A-A                                               |
| Trío      | Par                 | Cadena    | ≥ Dos tríos consecutivos cada uno llevando un par como acompañante | 3-3-3-4-4-4 + 5-5-6-6               | J-J-J-Q-Q-Q-K-K-K-A-A-A + 8-8-9-9-10-10-2-2               |
| Bomba     | Bomba               | Bomba     | Cuatro de la misma, con acompañante. Cuatro cartas del mismo rango sin acompañante se conocen como bomba, la cual desafía las reglas de categoría, incluso le gana a cuatro con acompañante. | 3-3-3-3                             | 2-2-2-2                                                   |
| Cuatro    | Solo dual           | —         | Cuatro de la misma con dos cartas individuales distintas como acompañante | 3-3-3-3 + 4 + 5                     | 2-2-2-2 + A + Joker de color                              |
| Cuatro    | Par dual            | —         | Cuatro de la misma con dos conjuntos de pares como acompañante | 3-3-3-3 + 4-4 + 5-5                 | 2-2-2-2 + K-K + A-A                                       |

## Juego NO permitido con el acompañante
Los principiantes y jugadores familiarizados con otros juegos de cartas con reglas similares pero diferentes acerca de la estructura y superioridad de las manos, a menudo malinterpretan algunas de las reglas que incluyen un Acompañante, causando jugadas NO permitidas.
| Juego NO permitido                                 | Ejemplo                                                    | Corrección |
| -------------------------------------------------- | ---------------------------------------------------------- | --- |
| Rango del acompañante = rango de las cartas primas | Cadena de tríos + Solo es 3-3-3-4-4-4 + 3-K                | Cuándo uno está utilizando cualquier acompañante sujeto a cartas primas, las cartas acompañantes no pueden ser del mismo rango que cualquiera de las cartas primas utilizadas. |
| Solo dual = par                                    | Cuatro + solo dual: 3-3-3-3 + J-J                          | el Solo Dual tiene que constar de dos cartas con rangos diferentes, como J-K. De lo contrario, se cuenta como par lo que es diferente.                                         |
| Par Dual = cuatro de la misma                      | Cuatro de la misma + par dual: 3-3-3-3 + J-J-J-J           | El par dual tiene que constar de dos conjuntos de pares de rangos diferentes, como 3-3-7-7, no cuatro cartas del mismo rango.                                                  |
| Bazucaso = Acompañantes                            | Cuatro + solo dual: 3-3-3-3 + Joker negro + Joker de color | Solo uno de los Jokers puede ser utilizado como una carta acompañante tanto en acompañante solo como en solo dual.                                                             |

## Pago de Apuestas
El ganador (o ganadores) toma el dinero (fichas, puntos o lo que sea) del perdedor o los perdedores. De hecho, el juego debe ser visto como dos apuestas separadas, es decir, cada una de las apuestas que se lleva a cabo entre un campesino y el terrateniente. Si el terrateniente gana, este o esta, recolecta el dinero de cada uno de los campesinos, y si pierde, paga por separado a cada uno de los campesinos.
La subasta inicial (1, 2 o 3 unidades) determina la apuesta inicial, que durante el juego puede multiplicarse de la siguiente manera:
- Bazucaso y/o bomba. Cada bazucaso y bomba jugados por cada jugador dobla la apuesta en una ronda.

### Ejemplo de Juego
Considera una partida con los jugadores A, B, y C. 
Subasta: A pasa, B oferta con 1 unidad, C pasa, A oferta con 2 unidades, y B y C pasan. A es ahora el terrateniente, con una apuesta base de 2 unidades.
Juego: El juego procede y durante el curso de este se juegan una bomba y un bazucaso. 
Al final, el jugador C se queda sin cartas. La apuesta, por tanto, se multiplica por 4 (se dobla una vez con la bomba y otra vez con el bazucaso), así que el terrateniente A debe pagar 8 unidades a cada uno de los campesinos, B y C.

## Estrategia básica
- Un jugador puede jugar una carta sin relación o inútil como Acompañante.
- El bazucaso y la bomba son las armas principales  en el juego. Si uno tiene alguna de estas en la mano, uno debería sacarle el mayor provecho posible al usarla. Si los jugadores no tienen confianza en poder ganar el juego, deberían pensárselo dos veces antes de jugar un bazucaso o una bomba, porque una vez jugado, la apuesta de la partida será doblada (los jugadores ganarán o perderán el doble) con cada bazucaso o bomba jugada.
- Los campesinos deben cooperar entre sí para luchar contra el terrateniente. Puesto que los campesinos ganan o pierden lo mismo, ellos forman una alianza temporal. Al jugar en contra del terrateniente es tan rentable ayudar al otro campesino a quedarse sin cartas primero como ganar uno. Como consecuencia de esto, los campesinos normalmente no intentarán ganarle a las cartas del otro, y el campesino más débil jugará para ayudar al más fuerte.
- Ofertar alto por el título de terrateniente si se tiene la mejor mano. Si un jugador tiene la mejor mano, ofertar alto por la posición de terrateniente le da la ventaja de llevarse un botín más grande.

## Variaciones

### Para 4 jugadores
Las combinaciones que pueden jugarse difieren de aquellas en el juego de tres jugadores (listadas anteriormente), como sigue:
- Acompañantes de una sola carta no son permitidos
- Tampoco hay categorías de cuatro con acompañante
- Bomba: cuatro o cinco de la misma
- Bazucaso: seis de la misma
- Misil: siete de la misma
- Explosión aérea: ocho de la misma
- Mega-bazucaso: Cuatro Jokers (la mano más alta en dou dizhu con cuatro jugadores; puede ganarle a cualquier cosa. Si el terrateniente tiene los cuatro Jokers, él o ella podrían cantar tenerlos. Una vez cantados los 4 Jokers de la mano, éstos podrían ser utilizados por separado o escoger ganar sin jugar.

## Popularidad
Dou dizhu fue una vez solo un juego provincial en China, que se originó en el distrito de Huángshān Qū y Anhui. Gracias al debut de dou dizhu en línea, el juego se ha generalizado y ahora es un juego nacional en China. Su popularidad aumentó sustancialmente, con jugadores en un sistema que se duplicaron en dos años, de alrededor de 50 000 jugadores en diciembre de 2002 a 100 000 en 2004 y 17 900 000 jugadores siendo los fanáticos leales del juego casual mientras que dou dizhu lideraba el lugar principal en 2005. Hay casi 1 millón de jugadores dou dizhu simultáneos solo en la plataforma de juegos Tencent QQ.